# Melanie Appleby
Melanie Susan „Mel“ Appleby (* 11. Juli 1966 in Hackney; † 18. Januar 1990 in Westminster (London)) war eine britische Popsängerin. Gemeinsam mit ihrer Schwester Kim Appleby bildete sie das Popduo Mel & Kim. Beide hatten im März 1987 mit dem Song Respectable einen Nummer-eins-Hit in Großbritannien.

## Leben
Melanie Appleby war die Tochter eines Jamaikaners und einer Britin. Sie arbeitete zunächst als Glamour-Model, bevor sie sich mit ihrer älteren Schwester Kim Appleby zum Pop-Duo „Mel & Kim“ zusammenschloss. Das Duo hatte in den späten 1980er Jahren beträchtlichen Erfolg in den Musikcharts und erreichte vier UK-Top-Ten-Hits, darunter die Nummer eins Respectable (1987). Ihr Debütalbum F. L. M., das am 13. April 1987 von Supreme Records  veröffentlicht wurde, hielt sich 25 Wochen in den UK-Charts und wurde in Großbritannien mit Platin ausgezeichnet.

## Tod
1987 wurde bei ihr ein bösartiges Paragangliom in der Wirbelsäule diagnostiziert, worauf sie sich mit ihrer Schwester aus der Öffentlichkeit zurückzog. Bereits von einer Chemotherapie geschwächt, starb sie 23-jährig am 18. Januar 1990 in Westminster an den Folgen einer Lungenentzündung. Pete Waterman von ihrem Produzententeam Stock Aitken Waterman bezeichnete die Nachricht später in seiner Autobiographie I Wish I Was Me als „herzzerreißend“. Melanie Appleby wurde auf dem Friedhof East Finchley Cemetery in East Finchley (Borough of Barnet) in London beigesetzt.

## Veröffentlichungen
Singles
- Showing Out (Get Fresh at the Weekend) (1986)
- I'm the One Who Really Loves You (1986)
- Respectable (1987)
- That's the Way It Is (1988)

Album
- F.L.M. (13. April 1987)